# Saint-Martin-de-Lerm
Saint-Martin-de-Lerm är en kommun i departementet Gironde i regionen Nouvelle-Aquitaine i sydvästra Frankrike. Kommunen ligger i kantonen Sauveterre-de-Guyenne som tillhör arrondissementet Langon. År 2022 hade Saint-Martin-de-Lerm 160 invånare.

## Befolkningsutveckling
Antalet invånare i kommunen Saint-Martin-de-Lerm
Referens:INSEE